# سوبول
سوبول رمزها «SU» (بالإنجليزية: Supaul)‏ ، هو تقسيم إداري لدولة الهند تتبع ولاية بيهار (بالإنجليزية: Bihar)‏ ، مركزها هو مدينة سوبول (بالإنجليزية: Supaul)‏ عدد سكانها حسب تعداد سنة 2001 هو 2,228,397 ، مساحتها 2,410 كم² وكثافة السكان 919 لكل كم² .

## أعلام
- آر. ك. سينغ